# Bitva o Halič
Bitva o Halič byla ofenzíva ruské armády, která proběhla za první světové války ve dnech 23. srpna až 11. září 1914 v Haliči.

## Související události
Když vypukla 1. světová válka, spojenci Ruska, Anglie a Francie, neočekávali, že ruská armáda bude tak brzy zmobilizovaná a zahájí svou bojovou činnost. Carská armáda však vyrazila do pole i přesto, že neměla plné stavy a že jí scházela bojová technika. V srpnu 1914 došlo na severní straně fronty ve Východním Prusku k bitvě u Tannenbergu, kde byla ruská armáda poražena a poté vyhnána z Východního Pruska. Na jižní straně fronty, kde stáli Rusové proti rakousko-uherským jednotkám, se pro ně situace též nevyvíjela růžově. Ve dnech 23. - 25. srpna proběhla bitva u Krašniku, po níž se ruská armáda byla nucena stáhnout.

## Vojenské operace
Dne 26. srpna došlo k prvním bojovým střetům, z nich nejvýznamnější byla bitva o Komárow či bitva o Tomaszów, kde bylo zajato 20 tisíc ruských vojáků. Následovaly další boje a na přelomu srpna a září však došlo k obratu. Ve dnech 2.–11. září se uskutečnila bitva u Ravy, zvaná též jako bitva o Lvov. V ní ruské jednotky porazily rakousko-uherská vojska a zajaly 350 tisíc jejich vojáků. Část rakousko-uherských zajatců z území budoucího Československa se následně přihlásila do československých legií.[zdroj?]

## Následky bitvy
V bitvě o Halič utrpěla rakousko-uherská vojska velké ztráty, uvádí se 300 tisíc obětí. Ruská vojska zahájila postup do Karpat a odřízla pevnost Przemyśl, která byla obléhána až do března roku následujícího. Všeobecná ofenzíva ruských vojsk pokračovala i na střední části fronty. Do konce měsíce října se odehrávaly boje na Visle, kde ruská vojska porazila německou armádu, a vnikla do Slezska. Ruské jednotky se nacházely severovýchodně od českého území, což vyvolalo v části českých obyvatel nadšení. V listopadu však byly další boje zastaveny a později se ukázalo, že se jednalo o nejzazší postup ruské armády v průběhu 1. světové války vůbec.